# Obsession: Radical Islam's War Against the West
Obsession: Radical Islam's War Against the West ("Besatthet – Radikal islams krig mot Väst") är en amerikansk kampanjfilm från 2005 i regi av Wayne Kopping. Den skildrar islam som ett hot mot den västerländska civilisationen. Filmen består av intervjuer och material från arabisk television där radikala muslimer förespråkar global jihad och världsherravälde. Filmen uppmålar paralleller mellan den tyska nationalsocialismen och politisk islam, och menar att de två rörelserna bör bemötas på liknande sätt av Förenta staterna och dess allierade.
Filmen skrevs och producerades av Raphael Shore, en kanadensisk-israelisk rabbin. Shore är även grundare av Clarion Fund som distribuerade filmen. Filmen mottogs väl i neokonservativa kretsar, men kritiserades av andra för att vara "islamofobisk" och för sina kopplingar till israeliska lobbygrupper.

## Tillkomst
Filmen hade en budget på 400 000 dollar. Runt 80% av budgeten finansierades av Peter Mier, som enligt Shore är en pseudonym för en kanadensisk-judisk affärsman. Enligt nyhetsorganisationen Center for Investigative Reporting fick filmen finansiellt stöd från en organisation vid namn Castello Limited. Medan filmen var under produktion uppgav mediagruppen HonestReporting, som arbetar med att bevaka media som den anser är partisk mot Israel, att den var delaktig i produktionen. Gruppen grundades av studie- och lobbyorganisationen Aish HaTorah och drivs av Raphael Shores tvillingbror Ephraim Shore. År 2008 förnekade dock representanter för HonestReporting i tidningen The Jewish Week att de hade något med filmen att göra.

## Utgivning
Filmen fick stor uppmärksamhet i amerikansk massmedia; bland annat visades klipp upprepade gånger på TV-kanalerna CNN Headline News och Fox News, och filmen diskuterades i flera nyhetsinslag. Biografvisningar av filmen arrangerades vid 30 universitetsområden. Protester uppstod när filmen visades vid New York University, då besökare var tvungna att registrera sig på sidan IsraelActivism.com, och fotografier från evenemanget användes av organisationen Hasbara Fellowships, som arbetar med att utbilda studenter till att bli aktivister för Israel på sina skolor. År 2006 arrangerade representanthusledamöterna Eric Cantor och Debbie Wasserman Schultz en visning på Capitol Hill.
Inför presidentvalet i USA 2008 producerades 28 miljoner DVD:er som i ett mycket ovanligt tilltag distribuerades med 70 olika tidningar runtom i Förenta staterna, i synnerhet i så kallade "svängstater" som ofta röstar olika från val till val. The New York Times distribuerade runt 145 000 exemplar. Filmen följde också med det första numret av tidskriften The Judeo-Christian View, som skickades till varenda kyrka och synagoga i hela landet. Enligt National Public Radio är det oklart vem eller vilka som finansierade distributionen.